# Gniazdo zimy
Gniazdo zimy – obraz olejny autorstwa polskiego malarza Stanisława Witkiewicza. Obraz przedstawia zimowy krajobraz tatrzański.

## Proces tworzenia obrazu
Gniazdo zimy powstało jako jedno z reprezentatywnych dzieł Witkiewicza (mieszkającego w Tatrach od 1890 roku), namalowane w konwencji tzw. stylu zakopiańskiego. Nad obrazem pracował od 1904 roku, ale wskutek przebytej choroby przerwał pracę i ukończył obraz trzy lata później. W listach do syna, Stanisława Ignacego, malarz podkreślał, jakim wyzwaniem kolorystycznym był dla niego obraz:
 „ja przechodzę z tym obrazem kataklizm […]. Żeby nie pamięć natury, która mną kieruje, byłbym bez wyjścia. […] Nie mówię o motywie topograficznym ani epizodycznym, tylko o motywie świetlnym, kolorystycznym”.
Jest to jedno z ostatnich dzieł Witkiewicza sprzed wyjazdu na zagraniczną kurację w 1908 roku.

## Odbiór
Irena Kossowska i Halina Floryńska-Lalewicz podkreślały, że obraz Witkiewicza (oceniany wraz z wcześniejszymi Kozicami w górach, 1896) jest wyrafinowany kolorystycznie:
Subtelne niuanse kolorystyczne warstwy śniegu pokrywającego skały i spowijających szczyty chmur, świetlista biel opromienionych słońcem zboczy skontrastowana z królującym w cieniu błękitem, to konstytutywne cechy tych obrazów zimy; a także oryginalność kadru, jego wycinkowość, przestrzenna głębia i wysoko podniesiony punkt obserwacji .

## Obieg wystawowy
Gniazdo zimy było prezentowane wielokrotnie na wystawach muzealnych, między innymi Krajobraz i życie wsi polskiej (1953–1954, Towarzystwo Przyjaciół Sztuk Pięknych w Krakowie), Tatry – Czas odkrywców (2009–2010, Muzeum Tatrzańskie im. dra Tytusa Chałubińskiego w Zakopanem), 100 lecie śmierci Stanisława Witkiewicza i 130 lecie urodzin Stanisława I. Witkiewicza (2015, tamże). Znalazło się też wśród eksponatów na wystawie #dziedzictwo (2017–2018, Muzeum Narodowe w Krakowie) oraz Polskie Style Narodowe (2021–2022, tamże).